# Тиранны-инка
Тиранны-инки (лат. Leptopogon) — род воробьиных птиц из семейства тиранновых.

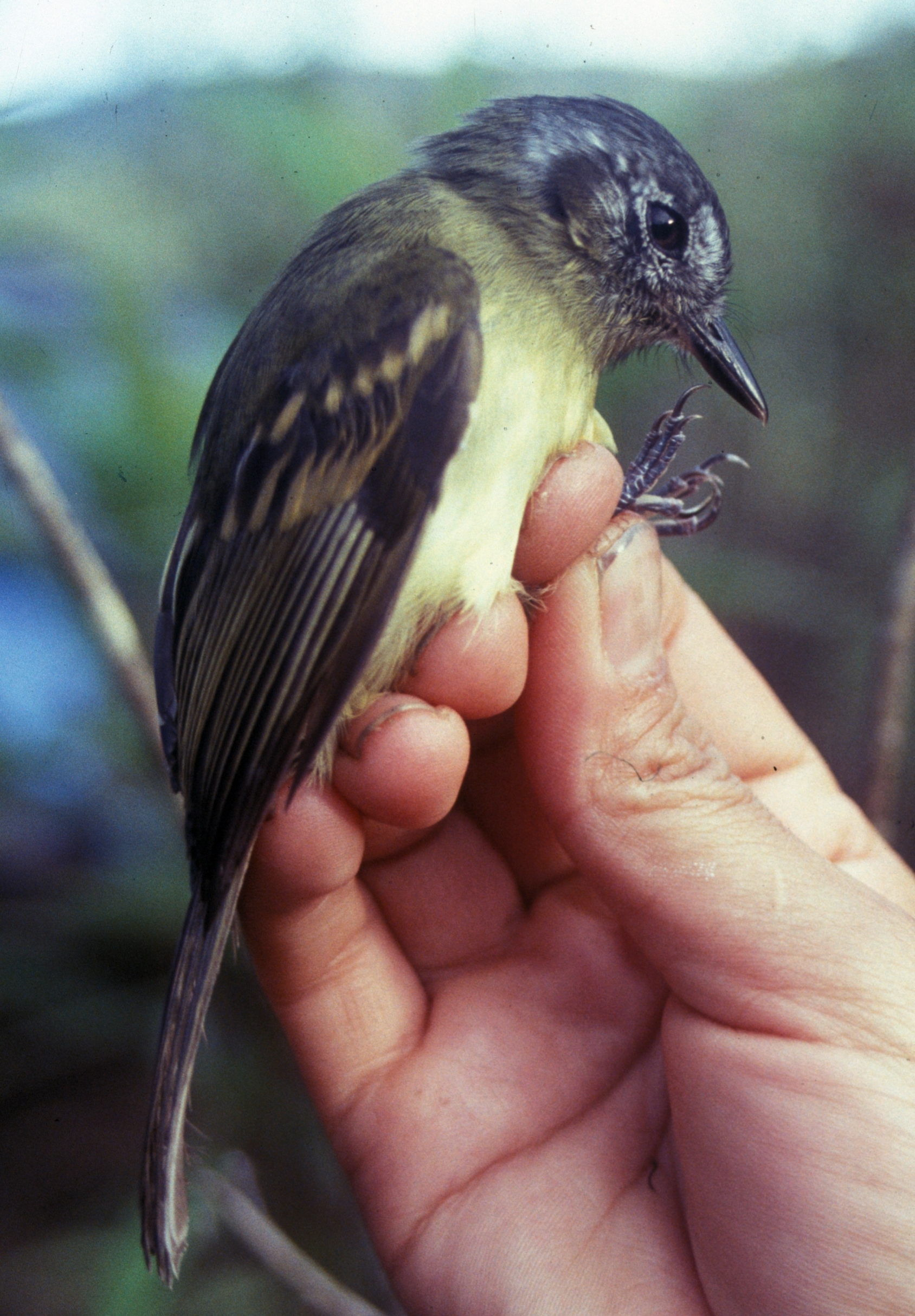
Пепельноголовый тиранн-инка

## Список видов
В состав рода включают четыре вида:
- Leptopogon amaurocephalus Cabanis, 1846 — Буроголовый тиранн-инка
- Leptopogon rufipectus (Lafresnaye, 1846) — Ржавогрудый тиранн-инка
- Leptopogon superciliaris Tschudi, 1844 — Пепельноголовый тиранн-инка
- Leptopogon taczanowskii Hellmayr, 1917 — Тиранн-инка Тачановского